# Cissus lanyuensis
Cissus lanyuensis är en vinväxtart som först beskrevs av Chang, och fick sitt nu gällande namn av F.Y. Lu. Cissus lanyuensis ingår i släktet Cissus och familjen vinväxter. Inga underarter finns listade i Catalogue of Life.